# Virginija Baltraitienė

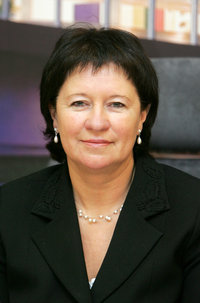
Virginija Baltraitienė (2007)

Virginija Baltraitienė (Gentvilaitė; * am 4. März 1958 in Želvaičiai, Rajon Telšiai) ist eine litauische Politikerin, seit 2005 Mitglied des Seimas. Von 2014 bis 2016 war sie Landwirtschaftsministerin Litauens,  stellvertretende Parlamentspräsidentin (2012–2014) und Bürgermeisterin der Rajongemeinde Kėdainiai (2005).

## Leben
1976 nach dem Abitur an der Mittelschule Baisogala absolvierte Virginija Gentvilaitė 1981 das Diplomstudium der Betriebswirtschaft  als Betriebswirtin–Organisatorin an der Lietuvos žemės ūkio akademija. Von 1981 bis 1984 war sie Betriebswirtin in Radviliškis, im Šušvė-Kolchos. Von 1994 bis 1997 arbeitete sie als Buchhalterin und stellvertretende Leitende Buchhalterin bei AB Ūkio bankas. Von 1999 bis 2004 war sie Verwaltungsdirektorin und 2005 Bürgermeisterin der Rajongemeinde Kėdainiai. Seit Dezember 2005 ist sie Mitglied von Seimas. Von 2012 bis 2014 war sie stellvertretende Parlamentspräsidentin. Vom 17. Juli 2014 bis zum 13. Dezember 2016 war sie Landwirtschaftsministerin Litauens.
Seit 2002 ist sie Mitglied von Darbo partija.

## Familie
Baltraitienės Bruder ist Eugenijus Gentvilas (* 1960), ein ehemaliger Ministerpräsident Litauens. Mit ihrem Mann Regimantas Baltraitis, Direktor von UAB „Kėdainių autoservisas“, hat sie eine Tochter und einen Sohn. Ihr Neffe ist Simonas Gentvilas (* 1984), Politiker, Seimas-Mitglied.